# Shimonoseki
La ciudad de Shimonoseki (下関市 Shimonoseki-shi?) de Japón está situada en el extremo suroeste de la isla de Honshū, en la prefectura de Yamaguchi. Se ubica frente a la ciudad de Kitakyūshū, en la isla de Kyūshū, y ambas se comunican por túneles de ferrocarril y de carretera. Shimonoseki es uno de los principales puertos pesqueros del país y un importante núcleo industrial con astilleros, fábricas de productos químicos, textiles, de conservas e ingeniería. La principal atracción turística es el santuario shinto dedicado al Emperador Antoku. En Shimonoseki, antes denominada Akamagaseki y que popularmente se conocía como Bakan, se firmó el tratado que puso fin a la Primera Guerra Sino-japonesa de 1894-1895 (ver Tratado de Shimonoseki).

## Clima
| Parámetros climáticos promedio de Shimonoseki (1991-2020) | Parámetros climáticos promedio de Shimonoseki (1991-2020) | Parámetros climáticos promedio de Shimonoseki (1991-2020) | Parámetros climáticos promedio de Shimonoseki (1991-2020) | Parámetros climáticos promedio de Shimonoseki (1991-2020) | Parámetros climáticos promedio de Shimonoseki (1991-2020) | Parámetros climáticos promedio de Shimonoseki (1991-2020) | Parámetros climáticos promedio de Shimonoseki (1991-2020) | Parámetros climáticos promedio de Shimonoseki (1991-2020) | Parámetros climáticos promedio de Shimonoseki (1991-2020) | Parámetros climáticos promedio de Shimonoseki (1991-2020) | Parámetros climáticos promedio de Shimonoseki (1991-2020) | Parámetros climáticos promedio de Shimonoseki (1991-2020) | Parámetros climáticos promedio de Shimonoseki (1991-2020) |
| Mes                                                       | Ene.                                                      | Feb.                                                      | Mar.                                                      | Abr.                                                      | May.                                                      | Jun.                                                      | Jul.                                                      | Ago.                                                      | Sep.                                                      | Oct.                                                      | Nov.                                                      | Dic.                                                      | Anual                                                     |
| --------------------------------------------------------- | --------------------------------------------------------- | --------------------------------------------------------- | --------------------------------------------------------- | --------------------------------------------------------- | --------------------------------------------------------- | --------------------------------------------------------- | --------------------------------------------------------- | --------------------------------------------------------- | --------------------------------------------------------- | --------------------------------------------------------- | --------------------------------------------------------- | --------------------------------------------------------- | --------------------------------------------------------- |
| Temp. máx. abs. (°C)                                      | 19.1                                                      | 23.7                                                      | 26.2                                                      | 29.7                                                      | 30.9                                                      | 33.7                                                      | 36.2                                                      | 37.0                                                      | 35.0                                                      | 30.6                                                      | 26.9                                                      | 26.2                                                      | 37.0                                                      |
| Temp. máx. media (°C)                                     | 9.7                                                       | 10.5                                                      | 13.7                                                      | 18.4                                                      | 22.7                                                      | 25.8                                                      | 29.7                                                      | 31.3                                                      | 27.8                                                      | 23.0                                                      | 17.5                                                      | 12.3                                                      | 20.2                                                      |
| Temp. media (°C)                                          | 7.2                                                       | 7.5                                                       | 10.3                                                      | 14.7                                                      | 19.1                                                      | 22.5                                                      | 26.5                                                      | 27.9                                                      | 24.6                                                      | 19.7                                                      | 14.5                                                      | 9.5                                                       | 17                                                        |
| Temp. mín. media (°C)                                     | 4.8                                                       | 4.9                                                       | 7.4                                                       | 11.6                                                      | 16.2                                                      | 20.1                                                      | 24.2                                                      | 25.6                                                      | 22.2                                                      | 16.9                                                      | 11.8                                                      | 7.0                                                       | 14.4                                                      |
| Temp. mín. abs. (°C)                                      | -6.3                                                      | -6.5                                                      | -5.5                                                      | 0.5                                                       | 6.5                                                       | 9.5                                                       | 15.1                                                      | 17.5                                                      | 12.8                                                      | 5.9                                                       | 0.7                                                       | -4.6                                                      | -6.5                                                      |
| Precipitación total (mm)                                  | 80.0                                                      | 75.9                                                      | 121.2                                                     | 130.8                                                     | 154.2                                                     | 253.6                                                     | 309.4                                                     | 190.0                                                     | 162.6                                                     | 83.7                                                      | 81.9                                                      | 69.1                                                      | 1712.4                                                    |
| Nevadas (cm)                                              | 1                                                         | 1                                                         | 0                                                         | 0                                                         | 0                                                         | 0                                                         | 0                                                         | 0                                                         | 0                                                         | 0                                                         | 0                                                         | 0                                                         | 2                                                         |
| Días de lluvias (≥ 1 mm)                                  | 9.3                                                       | 9.1                                                       | 10.1                                                      | 9.6                                                       | 8.7                                                       | 11.3                                                      | 10.7                                                      | 9.1                                                       | 8.5                                                       | 6.1                                                       | 8.0                                                       | 9.0                                                       | 109.5                                                     |
| Días de nevadas (≥ 1 mm)                                  | 0.4                                                       | 0.6                                                       | 0                                                         | 0                                                         | 0                                                         | 0                                                         | 0                                                         | 0                                                         | 0                                                         | 0                                                         | 0                                                         | 0                                                         | 1                                                         |
| Horas de sol                                              | 95.8                                                      | 116.1                                                     | 162.9                                                     | 187.6                                                     | 207.1                                                     | 146.6                                                     | 172.4                                                     | 207.2                                                     | 161.9                                                     | 176.3                                                     | 134.7                                                     | 102.6                                                     | 1871.2                                                    |
| Humedad relativa (%)                                      | 63                                                        | 63                                                        | 65                                                        | 67                                                        | 70                                                        | 78                                                        | 79                                                        | 75                                                        | 73                                                        | 67                                                        | 66                                                        | 63                                                        | 69.1                                                      |
| Fuente n.º 1: Agencia Meteorológica de Japón              |                                                           |                                                           |                                                           |                                                           |                                                           |                                                           |                                                           |                                                           |                                                           |                                                           |                                                           |                                                           |                                                           |
| Fuente n.º 2: Agencia Meteorológica de Japón              |                                                           |                                                           |                                                           |                                                           |                                                           |                                                           |                                                           |                                                           |                                                           |                                                           |                                                           |                                                           |                                                           |